# Silvio Cadelo
Silvio Cadelo (Modena, 11 ottobre 1948) è un fumettista, illustratore e pittore italiano.

## Biografia
Nasce a Modena nel 1948, quarto di sette fratelli, in una famiglia di venditori ambulanti originaria di Palermo. Trascorre la sua infanzia a Modena, dove si diploma presso l'Istituto Statale d'Arte A. Venturi. 
Sposatosi giovanissimo, trova impiego come disegnatore tecnico presso il municipio di Carpi, dove si trasferisce, e dove nasceranno i due figli: Laura, creatrice di gioielli artistici e composizioni plastiche, e Riccardo.
Nel 1969 Cadelo entra a far parte di un gruppo di teatro sperimentale, e successivamente si apre per lui un periodo di intensa attività politica, nell'ambito di un gruppo della sinistra extra-parlamentare, come grafico e agit-prop artistico, scrivendo testi teatrali e componendo e interpretando canzoni di propaganda politica anche in collaborazione con Pierangelo Bertoli.
Abbandonato il gruppo politico, Cadelo si trasferisce nella vicina Reggio Emilia dove si lega a una compagnia professionista di teatro per l’infanzia, "I Teatranti", e in seguito alla compagnia del burattinaio d'avanguardia Otello Sarzi, rivestendo di volta in volta il ruolo di attore, regista, scenografo e grafico. 
Sul finire degli anni settanta, conclusa a malincuore l'esperienza teatrale, Cadelo si riavvicina alla pittura, ma è il fumetto, che in quegli anni inizia ad imporsi grazie alla rivista francese Metal Hurlant e al fiorire di numerose pubblicazioni italiane, la forma di espressione che più lo attrae, e che rappresenta ai suoi occhi il linguaggio artistico più in fase con lo spirito dei tempi.
Il fumetto, anche attraverso il fascino e l'ispirazione esercitato su Cadelo dalle opere di Moebius, gli offre quella totale autonomia espressiva che desidera, offrendogli da un lato, la possibilità di far passare idee e costruire mondi, e dall'altro di farli passare ad un gran numero di persone attraverso la riproduzione tipografica.
Il suo primo vero fumetto,“ La pietra nata nel cielo”, pubblicato a cura di un'agenzia pubblicitaria per conto delle Cooperative Reggiane, appare nel 1978.
A Reggio Emilia fa conoscenza con Corrado Costa, con il quale pubblica nel 1979 “Il Poesia Illustrato”, rivista di poesia a fumetti. L’amicizia con l’avvocato poeta stimolerà l’approfondimento del suo mondo poetico e del suo "delirio controllato" sulla dematerializzazione, dove la poetica prende il primato sull’estetica. Costa scriverà poi per Cadelo l’introduzione alla raccolta di immagini “Decollage” e la presentazione alla mostra “Copie dell' origine perduta” a Reggio Emila nel 1982 e poi ancora a Parigi nel 1991.
In quegli anni Cadelo collabora con le più importanti riviste italiane di fumetti, realizzando disegni e illustrazioni per Linus della Milano Libri e Frigidaire, che in quegli anni rappresentano veri e propri contenitori di cultura, nel senso più ampio del termine.
Nello stesso periodo entra a far parte del gruppo Storiestrisce insieme a Tettamanti, Mattotti, Elfo, Queirolo, Brandoli e altri della rivista Nemo di Milano.
In seguito all'incontro con l'editore Gian Luigi Bona si avvicina ulteriormente al mondo del fumetto, pubblicando per la Editiemme nel 1980 il libro illustrato “Introduzione alla zoologia fantastica”, su testi di Ettore Tibaldi, e nel 1981 la storia a fumetti “Lontano in quei mondi” con la sceneggiatura di Antonio Tettamanti.
Nel 1980 al Salone Internazionale dei Comics di Lucca, dove è presentata la rivista Nemo, ha l’occasione di conoscere Jean Annestay, autore ed editore francese, che si offre, in qualità di sceneggiatore della casa editrice Gentiane, di fare da tramite con gli editori della rivista d'oltralpe Metal Hurlant, all'epoca vera pietra miliare del settore ed idealizzato punto di arrivo e consacrazione per un autore di fumetti. A causa di disaccordi fra Annestay e l'editore, tuttavia, a quell' incontro non seguirà nessuna collaborazione, ma per Cadelo si apre la strada per la Francia.
Nel 1981 pubblica in Francia la storia a fumetti "Skeol", per l'editore Desiba.
Nel 1982 le sue illustrazioni vengono pubblicate per le tavole a corredo di VII Legio, iconico gioco di ruolo, edito dalla casa editrice italiana International Team.
Sempre nel 1982 pubblica per la casa editrice francese Gentiane, l'opera "Strappi", una serie di otto illustrazioni policromatiche, alcune delle quali appariranno poi anche sul numero 23-24 di Frigidaire. La redazione del testo introduttivo all'opera, è affidata ad Alejandro Jodorovsky che rimane affascinato dalle illustrazioni di Cadelo e gli propone una collaborazione da cui scaturirà nel 1984 il primo volume de "La saga d'Alandor", "Il dio geloso". La collaborazione si interrompe con il secondo volume, "L'angelo carnivoro", e la saga rimane sostanzialmente incompiuta.
Nel corso degli anni '80-'90, Cadelo tiene mostre personali a Bruxelles (1987), Bordeaux, Ginevra e Parigi (1991), e partecipa a mostre collettive a Lucca nel 1980 e 1982, a Napoli Comics ‘84, a Venezia e Barcellona nel 1984.
Nel 1982 si tiene una sua personale nella Sala Comunale Esposizioni di Reggio Emilia dove espone grandi tele e marca il primo gesto con il quale il suo mondo poetico invade grandi superfici.
A Parigi, nel 1988 inizia la collaborazione con il mensile À Suivre, con la serie "Envie de chien" (Voglia di cane), riprendendo il personaggio già apparso su Frigidaire anni prima, e realizzando un'opera interattiva ed estremamente innovativa, per un'epoca in cui non esisteva internet, frutto della sinergia fra autore e lettore, in cui le idee e i suggerimenti dei lettori vengono trasposti nelle storie pubblicate.
Nel 1990 pubblica “Il fiore innamorato”, in cui avviene una svolta decisa verso l'erotismo, da sempre presente comunque nelle opere di Silvio Cadelo. Nello stesso filone rientrerà anche “Le memorie di Saturnino” del 1995.
Nel 1991, grazie al programma del Ministero della Cultura francese del ministro Jaques Lang, ottiene un atelier- abitazione a Pontoise dove si trasferisce con la compagna Mireille e dove nasce il figlio Matteo.
Nel 1994, con il capitolo “Due mosche bianche”, si conclude la serie "Voglia di cane", che verrà poi rilanciata nel 2002, in formato manga, dalla casa editrice giapponese Kodansha.
Nel 2003 esce il primo volume di "Sulis e Mezzaluna", "Tra il sangue e l'acqua" , edito in italia da Coconino Press.
Nel 2004 Dargaud pubblica in Francia "Entre glace et feux", secondo capitolo della serie "Sulis e Mezzaluna", inedito in Italia.
Negli ultimi anni si è affermato come creatore in arti visive, dalla pittura all’illustrazione, dalle installazioni video al web. Il suo cortometraggio "Mutatio Animi" è stato proiettato nell'ambito dei festival internazionali di arte digitale Videoformes (Clermont-Ferrand 2008) e Instants Video (Marsiglia 2009). Nel 2011 partecipa all' esposizione “Jeune creation 2011” presso il centro culturale Centcatre (104) di Parigi con il video "Les Plis de l' Ame". 
Nel 2014 consegue il diploma Nazionale Superiore d'Arte Plastica presso la Scuola Superiore d' Arte e Design di Le Havre-Rouen.
Dal 1991, Silvio Cadelo vive e lavora a Pontoise.

## Opere
- La pietra nata nel cielo, Reggio Emilia, Cooperative Reggiane, 1978
- Introduzione alla zoologia fantastica, testi di Ettore Tibaldi, Milano, Editiemme, 1980
- Skeol, edizioni Desiba, 1981
- Lontano in quei mondi, testi di Antonio Tettamanti, Milano, Editiemme, 1980
- VII Legio, gioco di ruolo, Milano, International Team, 1982
- Strappi, prefazione di Alejandro Jodorovsky, Gentiane, 1982
- La saga d'Alandor - Le dieu jaloux, testi di Alejandro Jodorovsky, Parigi, Les Humanoides Associes, 1984
- La saga d'Alandor - L'ange carnivore, testi di Alejandro Jodorovsky, Parigi, Les Humanoides Associes, 1986
- Decollage   Tournai, Casterman, 1986
- Envie de chien, Tournai, Casterman, 1989
- La fleur amoreuse  Albin Michel, 1990
- Envie de chien “Deux mouches blanches” , Tournai, Casterman, 1994
- Les plaisirs de Saturnin, Grenoble, Glenat, 1994
- L'homme aux dinosaures , testi di Jean Pierre Andrevon, Parigi, Editions du Seuil, 1994
- Les fleurs secretes, poemi di Pierre Louys, Parigi, Vertige Graphic, 1995
- Envie de chien “Les enfants de Lutece” 3 volumi, Parigi, Editions USA, 2001
- Sulis e Mezzaluna – Tra il sangue e l'acqua, Bologna, Coconino Press, 2003
- Sulis et Demi-lune – Entre glace et feu, Parigi, Dargaud, 2004
- Ypsine et la carte du tendre, Pantin, Baghera, 2004
- Libera volume 1 “Ti Mom”, co-autore P.Boisserie, Parigi, Glenat, 2006
- Libera volume 1 “Gran Mom”, co-autore P.Boisserie, Parigi, Glenat, 2007

## Produzioni video
- Mutatio Animi: trois karaokés sentimentaux, durata 12:49, formato 4/3, 2007
- Paternité au portable: De L’obéissance, durata 08:13, formato 16/9, 2009
- Temps reel, durata 02:48, formato 16/9, 2011
- Les plis de l'âme, durata 06:15, formato 16/9, 2011
- Mon-Dieu (icône), durata 10:03, (loop) formato 16/9, 2012
- Apparition plurime, durata 07:53, (loop) formato 16/9, 2013
- Apparition pluie, durata 02:00, (loop) formato 16/9, 2013
- Mon-Dieu á la rose, durata 13:01, (loop) formato 16/9, 2012
- Mamma, durata 04:4, (loop) formato 16/9, 2013

## Premi e riconoscimenti
- Premio Albertarelli, per "...la purezza formale e il recupero in termini di rinnovamento grafico di stilemi classici del fumetto." istituito nell'ambito della nona edizione della Mostra Mercato del Fumetto organizzata dall'ANAF (Associazione Nazionale Amici del Fumetto) (Bologna 1982).[7]
- Premio Referendum (Premio Nettuno), per la categoria "Disegnatore alla ricerca di nuove frontiere" istituito nell'ambito della dodicesima edizione della Mostra Mercato del Fumetto organizzata dall'ANAF (Associazione Nazionale Amici del Fumetto) (Bologna 1985).[7]
- Gran Prix 1990 de la ville de Sierre, istituito nell'ambito del Festival International de la bande dessinee di Sierre (Svizzera), per il volume "Envie de chien" (Voglia di cane) (Sierre 1990).[8][9]
- Premio “Signor Bonaventura”, per il libro "Voglia di cane" nell'ambito della 17ª edizione del festival internazionale del fumetto Treviso Comics (Treviso 1991).
- Gran Premio, per il libro "Voglia di Cane - Gli innocenti di Parigi" nell'ambito della seconda edizione della rassegna internazionale Romics (Roma 2002).